# El ocaso
El ocaso es una novela escrita por el japonés Osamu Dazai en 1947, el año anterior a su suicidio. Se basa en la obra de teatro El jardín de los cerezos, de Antón Chéjov.

## Sinopsis
Cuenta la historia de Kazuko, una mujer joven de familia aristócrata y de su hermano Naoji, que en los rápidos cambios sociales de la posguerra inmediatamente buscan refugio en la vida bohemia contra  la hipocresía del amor.
- Datos: Q1007788